# 圣若泽-杜雅库伊皮
圣若泽-杜雅库伊皮是巴西巴伊亚州的一个市镇。总面积369.229平方公里，总人口5683人，人口密度15.4人/平方公里。